# Zračno izviđanje
Zračno izviđanje (engl. aerial reconnaissance) je tip izviđanja, odnosno prikupljanja strateških podataka korištenjem zrakoplova i/ili drugih uređaja. Najčešće se koristi u vojne svrhe, odnosno izviđaju se neprijateljski položaji (kretanje mehanizacije, kretanje pješadije, položaji topništva i protuzračne obrane i sl.).

## Povijest

### Rani razvoj
Nakon Francuske revolucije javlja se ideja zračnog izviđanja. Prvi je u djelo pretvaraju Francuzi te prvu letjelicu nazivaju L'Entreprenant. Charles Coutelle dobiva zadatak da korištenjem zračnog balona usavrši izviđanje neprijateljskih položaja. Prva uporaba zračnih balona u stvarnoj borbi odvija se tijekom treće godine revolucionarnog rata (1974.). Prisutnost balona uvelike je olakšala francuske borbe te je uz prikupljanje informacija s terena znatno utjecao na moral austrijske vojske.
Tijekom 1860-ih godina započela su prva primitivna fotografiranja iz balona koja predstavljaju najraniju fazu fotografskog zračnog izviđanja (engl. imagery reconnaissance). Za fotografiranje su uz balone korišteni i zmajevi koji se puštaju niz vjetar.
U prvim godinama dvadesetog stoljeća Julius Neubronner prvi put eksperimentira zračno izviđanje korištenjem golubova. Golubovi su na sebi nosili male kamere.
1891. godine Ludwig Rahrmann patentira svoj izum koji se temelji na postavljanju kamera na artiljerijske projektile velikog kalibra. Ovaj patent daje inspiraciju Alfredu Maulu da 1903. godine razvije vlastitu inačicu topničkog projektila s kamerom (engl. Maul Camera Rocket). Ovaj tip izviđanja korišten je kratkoročno, svega par godina, odnosno tijekom Prvog balkanskog rata. Maulova raketa imala je maksimalni domet od jednog kilometra (3300 stopa), masa pri ispaljivanju bila je 42 kilograma, a dužina granate bila je 6 metara. Alfred Nobel već je 1896. razvio koncept kamere postavljene na projektilu, ali je nije nikad službeno testirao.
Talijansko ratno zrakoplovstvo po prvi put koristi zrakoplove za borbene misije 1911. i 1912. godine tijekom Talijansko-turskog rata. 23. listopada 1911. godine, talijanski vojni pilot Carlo Piazza obavlja prelet preko turskih borbenih linija u Libiji i po prvi put u povijesti izviđa teren iz zrakoplova. Prvi izviđački let u Europi izvodi se u Grčkoj također preletom preko turskih vojnih snaga. Samo nekoliko dana kasnije, Bugarska vojska također obavlja svoj prvi zrakoplovni borbeni prelet preko turskih snaga.

### Prvi svjetski rat
Tijekom prvih mjeseci rata zračno izviđanje putem kamera koristilo se vrlo malo, prednost pred istim imali su vojni crtači koji su radili skice terena iz izviđačkih zrakoplova. Frederick Charles Victor Laws započeo je eksperimentalno fotografiranje iz zraka 1912. godine. Tijekom svojih preleta otkrio je da se vertikalne fotografije snimljene sa 60% preklapanja (kreiranje panorame korištenjem više fotografija) mogu koristiti za stvaranje stereoskopskog efekta stvarajući tako percepciju dubine koja bi mogla pomoći timovima za izradu karata te obavještajnim djelatnicima. Britanske snage 1915. godine dodatno su usavršile zračno izviđanje te su u nekoliko preleta snimile cjelokupni njemački kompleks rovova u francuskoj regiji Artois.
Prve namjenske kamere za zračno izviđanje napravio je 1915. godine John Moore-Brabazon. Kamera je ugrađena u pod zrakoplova i imala je mogućnost okidanja (slikavanja) na pilotov pritisak gumba.
Pri kraju rata ovaj tip izviđanja znatno se razvio. 1918. godine obje strane su dvaput na dan slikavale cjelokupni teren, odnosno neprijateljske položaje. Do kraja rata snimljeno je više od 500 000 fotografija. Utjecaj fotografiranja najbolje se osjetio na zapadnom frontu gdje se ono najčešće koristilo za izviđanje prije teških topničkih napada pospješujući tako preciznost samih granata. Zračno fotografiranje postalo je neizostavan dio ratovanja, odnosno promijenilo je način na koji se vodi rat.

### Drugi svjetski rat
1928. godine britanski RAF razvio je elektronički toplinski sustav koji se dalje koristio i ugrađivao u kamere koje su potom montirane na zrakoplove. Ovaj izum omogućio je vojnim zrakoplovima da snimaju teren s velike visine bez zamrzavanja optike. Prvotna ideja bila je ugradnja kamera u zrakoplov Supermarine Spitfire, ali je s vremenom došlo do razvoja posebne inačice zrakoplova koja je služila isključivo za izviđanje, Spitfire PR. Posebne inačice zrakoplova imale su brzinu od preko 600 km/h (oko 390 milja na sat) te su mogli doseći visinu od približno 10 000 metara (30 000 stopa). Spitfie PR nije nosio nikakvo naoružanje stoga je bio vrlo ranjiv ako bi došlo do izlaganja neprijateljskoj vatri.
Osim Spitfire zrakoplova, za zračno izviđanje razvijene su posebne inačice britanskog zrakoplova Mosquito, P-38 Lightning i P-51 Mustang. Ovim zrakoplovima također je skinuto naoružanje, a često su bili bojani u plavu ili ružičastu kamuflažnu boju kako bi ih se teže detektiralo. Britanski Mosquito je u određenim inačicama mogao doseći visinu od preko 11 000 metara, a neki zrakoplovi su išli čak do 12 500 metara. Procjenjuje se da je tijekom perioda od 1941. do 1945. godine izrađeno preko 15 000 kamera za zračno izviđanje tipa Fairchild K-20. Kamera K-20 korištena je na zrakoplovu Enola Gay - teškom bombarderu B-29 koji se koristio u atomskom bombardiranju Hirošime i Nagasakija.

### Hladni rat
Po završetku Drugog svjetskog rata dolazi do ubrzanog razvoja zračnog izviđanja dugog dometa. Kamere dugog dometa montirane su na strateške bombardere Canberra i B-57. Nakon Korejskog rata kamere su korištene u šestomotornim bombarderima Boeing B-47 Stratojet. Osim kamera, neki bombarderi su nosili tzv. photoflash bombe (bombe koje su se koristile tijekom noćnih izviđanja terena. Cilj bombe bila je detonacija netom prije doticaja sa zemljom kako bi se stvorio jaki bljesak kojeg bi se fotografiralo).
Nasljednici izviđačkih bombardera bili su superbrzi zrakoplovi Lockheed U-2 i SR-71 Blackbird. Ovi avioni postizali su iznimno velike brzine na visokim visinama, a upravljanje istima bio je vrlo zahtjevan zadatak zbog osjetljive tehnologije, koja ako se onesposobi za daljnje letenje, tj. obori na tlo, može biti zarobljena i iskorištena od strane neprijateljskih oružanih snaga za razvoj vlastitog oružja. Zbog težine samog zadatka izviđanja, piloti izviđačkih zrakoplova prolazili su dodatne obuke i treninge.
U ranim 1980-im godinama američka mornarica osposobljava i stavlja u uporabu eskadrilu zrakoplova F-14 Tomcat na koje je montirana suvremena izviđačka oprema. Inačice borbenog zrakoplova F-14 korištene su sve do 1990-ih godina.

## Suvremene tehnike zračnog izviđanja
Tijekom 2001. godine SAD je obavio prvi let bespilotnom letjelicom MQ-9 Reaper. MQ-9 je elektronički kontrolirani dron čija cijena po jedinici iznosi približno 17 milijuna dolara. Cjelokupni program razvoja letjelice koštao je 11,8 milijardi američkih dolara.
Tijekom 2000-ih godina razvijaju se minijaturne bespilotne letjelice poput AeroVironment Wasp III, Aeryon Scout, EMT Aladin i sl. Prednost pred klasičnim dronovima ostvaruju putem svoje relativno male cijene koja se kreće uglavnom do 50 000 dolara (ovisno o dodatnoj opremi). Minijaturna elektronika i cjelokupni dizajn omogućuju letjelicama da vrše neprimjetna izviđanja izrazito nepristupačnih terena. Još jedna prednost su inačice koje imaju sustav poput helikoptera pa mogu izviđati u urbanim sredinama (zgrade, među raslinjem, ispod mostova i kritične infrastrukture i sl.)